# Športno letalo
Športno ali privatno letalo je manjše lahko letalo, ki se uporablja kot hobi za rekreacijo, klubsko letenje, šolanje pilotov, dela v zraku, zasebne lete, poslovne lete, škropljenje polj, akrobatsko letenje in drugo. Najpopularnejša sodobna enomotorna športna letala danes so: Beechcraft Bonanza, Piper PA-46, Cirrus SR-22 in Cessna 206. Večmotorna in turbopropelerska letala: Piper PA-34 Seneca, Beechcraft 58 Baron, Daher TBM in King Air. "Veliki tri" proizvajalci športnih letal v 20. stoletju, so bili: Cessna, Piper in Beechcraft tej skupini se je v 21. stoletju pridružil še Cirrus. Športna letala so vedno veljala za luksuz, saj jih ljudske množice nikoli niso koristile. 
Športno letalo je del splošnega letalstva (angl. GA General Aviation), ki pokriva vsa letala, ki si ne ukvarjajo z rednimi linijskim letalskimi prevozi in vojaškimi dejavnostmi. Splošno letalstvo vključuje tudi poslovna letala npr. Cessna Citation Mustang. Izraz splošno letalstvo se običajno uporablja za letala z do 19 sedeži oz. do 5,7 ton teže oz. so certificirana v skladu z CS-23 (za EU) in FAR23 (za ZDA). 
Športna letala so običajno manjših dimenzij in jih največkrat poganja batni motor, za razliko od velikih in poslovnih letal, kjer se uporabljajo turbinski motorji (turboventilatorski in turbopropelerski). 
Letenje nikoli ni bilo poceni in je zato pomembno poznavanje sestave stroškov letala. 
| Fiksni letni (padajo z večanjem naleta) | Variabilni glede na uporabo (konstantni z naletom)            |
| --- | ------------------------------------------------------------- |
| Parkiranje oz. hangeriranje | Gorivo                                                        |
| Zavarovanje | Olje                                                          |
| Letni pregled | Pnevmatike                                                    |
| Administracija zrakoplova | Kisik, anti-icing tekočine in vetrobranska tekočina           |
| AD note | Letališke in zračne takse, GPU in handling                    |
| Koledarsko vzdrževanje | Redno vzdrževanje in pregledi                                 |
| Vzdrževanje avionike in testi | *Sklad za remont avionike in elektrike                        |
| Vodenje stalne plovnosti | *Sklad za remont motorja                                      |
| Naročnine na bazo podatkov | *Sklad za remont propelerja                                   |
| Stroški kapitala | Sklad za barvanje in zaščito pred korozijo                    |
| Amortizacija | Čiščenje, pranje, poliranje, sesanje, šivanje in nega         |
| Rezervni sklad | Manjše poškodbe, žarnice, pokrivala, cilindri in akumulatorji |
| Stroški dela | Stroški dela                                                  |
| * stroški sklada za remont motorja, propelerja in avionike preidejo v fiksne stroške, v kolikor letalo premalo leti in so omejitev koledarska leta ne ure do remonta (tipično: 12 let motorji, 6 let propelerji, cca. 12 let avionika). |                                                               |

## Definicija
Mednarodna organizacija civilnega letalstva (ICAO) opredeljuje operacije civilnega letalstva v treh kategorijah: 
- splošno letalstvo (GA),
- delo v zraku (AW) in
- komercialni zračni promet (CAT).

ICAO s to definicijo ločuje delovne operacije v zraku od splošnega letalstva. Delo v zraku je, ko se zrakoplov uporablja za specializirane storitve, kot so kmetijstvo, gradbeništvo, fotografija, geodezijo, opazovanje in patruljiranje, iskanje in reševanje ter oglaševanje iz zraka. Vendar pa ICAO za statistične namene vključuje delo v zraku v splošno letalstvo in je predlagal uradno razširitev definicije splošnega letalstva, da bi vključila delo v zraku, da bi odražala splošno uporabo. Predlagana klasifikacija ICAO vključuje letenje z inštruktorji kot del splošnega letalstva (nezračno delo - šolanje pilotov).
Mednarodni svet združenj lastnikov letal in pilotov (IAOPA) kategorijo označuje kot splošno letalstvo/delo v zraku (GA/AW), da bi se izognili dvoumnosti. Njihova definicija splošnega letalstva vključuje: 
- Korporativno letalstvo: letalske operacije podjetja za lastno uporabo
- Operacije delnega lastništva: letala, ki jih upravlja specializirano podjetje v imenu dveh ali več solastnikov
- Poslovno letalstvo (ali potovanje): samoletenje za poslovne namene
- Osebno/zasebno potovanje: potovanje iz osebnih razlogov/osebni prevoz
- Letalski turizem: dohodni/odhodni turizem z lastnim letom
- Rekreacijsko letenje: letenje v prostem času z motorjem/brez motorja
- Zračni športi: akrobatika, zračne dirke, tekmovanja, mitingi itd.

Splošno letalstvo tako vključuje tako komercialne kot nekomercialne dejavnosti.
Opredelitev dela v zraku IAOPA vključuje, vendar ni omejena na:
- Kmetijski leti, vključno s prašenjem pridelka
- Vleka transparenta
- Gašenje požarov iz zraka
- Medicinske intervencije
- Šolanje pilotov
- Iskanje in reševanje
- Panormaski leti
- Padalski leti
- Prevozni leti za presaditev organov

Komercialni zračni promet vključuje:
- Redni letalski prevozi
- Izredni zračni prevoz
- Storitve letalskega tovora
- Air taxi operacije

Vendar pa v nekaterih državah letalski taksi velja za del GA/AW.
Zasebni leti se izvajajo z najrazličnejšimi letali: lahkimi in ultralahkimi letali, športnimi letali, doma zgrajenimi letali, poslovnimi letali (kot so zasebna letala), jadralnimi letali in helikopterji. Leti se lahko izvajajo tako v skladu s pravili vizualnega letenja kot instrumentalnega letenja in lahko uporabljajo nadzorovan zračni prostor z dovoljenjem. Večina svetovnega zračnega prometa spada v kategorijo splošnega letalstva in večina svetovnih letališč služi izključno GA. Aeroklubi so del splošnega letalstva.

## Popularna letala
Vsekakor so med linijskimi piloti za zabavno užitkarsko letenje najpopularnejša ameriška batna aluminjasta letala z uvlačljivim podvozjem z zmogljivim avtopilotom ter s klasičnim bencinskim injektoskim motorjem Lycoming ali Continental in ročnim upravljanjem ročk: polnjenja tlaka valjev, spremenljivim korakom propelerjev, hladilnimi škrgami in ročno nastavljivim pretokom goriva oz. zmesi. Poleg tega so zelo cenjena letala z laminarnim profilom krila, ki imajo manj upora pri višjih hitrostih in imajo zato večji doseg ter so hitrejša. Večina pilotov ljubi ta letala, ker so to najpristnejši letalski produkti za osebno uporabo, ki jih približajo silovitem lovsko-bombniškem letalstvu, ki je letelo med drugo svetovno vojno in dajejo možnost, da je pilot tisti, ki upravlja z motorji ter jih matematično uvrščajo v svetovno elito, ki predstavlja le 0,003 % populacije, ki ima intelektualne sposobnosti kvalitetnega inštrumentalnega letenja kot finančno zmožnost upravljat z lastniškim ali najetim zasebnim letalom za lastno zabavo, kar je občudovanja vredno, saj na ta način širijo bogato letalsko kulturo. Ta letala so vsa tudi relativno hitra (letijo 3 NM/min), dobro inštrumentalno opremljena in primerna za letenje na relaciji, tipično z njimi letijo IFR - inštrumentalno na kosila s prijatelji ali na glasbene koncerte za vikend oz. ogled mest in zabavne nakupe z družino ter krajše dopuste. Nekatera med njimi so celo primerna za letenje v znanih pogojih zaledenitve in jim brez večjih težav klubujejo, vendar so takšni pogoji primerni samo za izkušnje linijske pilote, ki vedo kje so meje. Vsak pilot bi mogel leteti s temi odličnimi potovalnimi letali, saj predstavljajo višji nivo na vsakem koraku in naredijo boljšega pilota v vsakem pogledu, poleg tega omogočajo, da se k njim prisedejo letalski navdušenci, ki si tudi sami želijo stopati po letalski poti. Največ letalskih navdušencev se odloči za pilotski poklic, ko jih družinski prijatelji povabijo na let s takšnimi zasebnimi letali na nepozabno doživetje. Poleg omenjenega letenja za pristiž velja še formacijsko letenje z istim tipom batnega letala s prijatelji, kjer se sliši resonanca batnega motorja ob preletu in hrup propelerjev, zelo malo ljudi ima možnost izkusiti užitke takšnega letenja izključno za osebno zabavo.
Takšna popularna legendarna letala so:
- Beechcraft Bonanza BE36 176 kts
- Rockwell Commander 114 164 kts
- Piper PA-24 Comanche 161 kts
- Piper PA-32 Saratoga 146 kts
- Piper PA-46 Malibu Mirage 196 kts
- Cessna 210 Centurion 193 kts
- Ryan Navion 151 kts
- Meyers 200 182 kts
- Piper PA-23 Aztech 150 kts
- Piper PA-31 Navajo 207 kts
- Piper PA-34 Seneca 188 kts
- Piper PA-39 Twin Comanche 169 kts
- Piper PA-60 Aerostar ''riba'' 211 kts
- Beechcraft Baron BE58 205 kts
- Beechcraft Duke BE60 215 kts
- Cessna 310/320 Skyknight 178 kts
- Cessna 340 230 kts
- Cessna 414 Chancellor 230 kts
- Cessna 421 Golden Eagle 231 kts
- Aero Commander 500 Shrike 176 kts

- Različna letala splošne kategorije
- Cessna 152
- Cessna 172 Skyhawk
- Cessna 182 Skylane
- Cessna 206 Turbo Stationair
- Cessna 208 Caravan
- Cessna 210 Centurion
- Cessna 303 Crusader
- Cessna 310
- Cessna 340
- Cessna 414
- Cessna 421C Golden Eagle
- Cessna 425 Conquest I
- Cessna 441 Conquest II
- Cessna Citation 525 M2/CJ
- Cessna 560 Citation Excel
- Beechcraft 18 Twin Beech
- Beech T-34B Mentor
- Beechcraft A36 Bonanza
- Beech 58 Baron
- Beechcraft 60 Duke
- Beechcraft C90B King Air
- Piper PA-32 Saratoga
- Piper PA46-350P Malibu Mirage
- Piper PA-30 Twin Comanche
- Piper PA-34 Seneca
- Piper PA-60 Aerostar 601P
- Piper PA-31-350 Navajo Chieftain
- Daher Kodiak
- North American T-6 Texan
- Rockwell Commander 112TC
- Aero Commander 500
- Piper PA-23 Aztec
- Cessna O-2 Skymaster
- North American Ryan Navion
- Cirrus SR-22 Turbo
- Mayers 200
- Piper PA-24 Comanche
- Beechcraft Bonanza P-35 V-tail
- Beechcraft F-33 Bonanza